# Klerikalizmus
A klerikalizmus az egyház befolyását jelenti a politikai rendszerben, vagy a hatalmának növekedésére irányuló törekvést a politikában. Egyházi tisztségviselők politikai szerepvállalása esetén is használhatják a kifejezést.
A klerikalizmus különböző politikai rendszerekben éri el csúcspontját: államvallásban vagy teokráciában.
Szemben áll a szekularizmussal és az antiklerikalizmussal.

## Etimológia
Összetett szó: klerikális + -izmus szavak összevonásából.
- a klerikális a papsághoz, a klérushoz tartozó, azzal kapcsolatos;[3]
- az -izmus toldalékszó, amely áramlatot, irányzatot jelző főnévképző latin megfelelője.[4]

## Történelem
Európában a II. világháborút követően a kereszténydemokrácia felbukkanása a liberális demokráciákban a klerikalizmus végét jelentette.
Latin-Amerikában, ahol a 19. század végén és a 20. sz. elején a politikai viták középpontjában állt a klerikálisok és modernizáló szekularizáltak közti szembenállás, politikai tényezőként szintén véget ért a klerikalizmus.
A római katolikus egyházat napjainkban is gyakran klerikalizmussal vádolják. Ferenc pápa tagadta, hogy az egyháznak lenne ilyen törekvése:
A klerikalizmus, melyet akár maguk a papok, akár a világi hívők mozdítanak elő, szakadást támaszt az Egyház testében, amely sok olyan bajt okoz és segít fenntartani, amelyek ellen ma felemeljük szavunkat. A visszaélésre nemet mondani azt jelenti, hogy határozottan nemet mondunk a klerikalizmus minden formájára. 